# Port Hawkesbury
Port Hawkesbury è una municipalità (town) del Canada, situata nella provincia di Nuova Scozia.